# Stronsdorf
Stronsdorf è un comune austriaco di 1 613 abitanti nel distretto di Mistelbach, in Bassa Austria; ha lo status di comune mercato (Marktgemeinde).